# Tutumlu, Doğubayazıt
Tutumlu là một xã thuộc huyện Doğubayazıt, tỉnh Ağrı, Thổ Nhĩ Kỳ. Dân số thời điểm năm 2011 là 139 người.